# Austrian Football League 2013
Die Austrian Football League 2013 ist die 29. Spielzeit der höchsten österreichischen Spielklasse der Männer im American Football. Sie begann am 23. März 2013 mit dem Spiel der Swarco Raiders Tirol gegen die JCL Graz Giants und endet am 28. Juli 2013 mit der Austrian Bowl XXIX.
Der Modus blieb im Vergleich zum Vorjahr gleich. Gespielt wird eine einfache Hin- und Rückrunde, was für jedes Team insgesamt 10 Spiele bedeutet. Die besten vier Teams des Grunddurchganges nehmen an den Playoffs teil, wobei die ersten beiden Heimrecht besitzen. Dessen Sieger spielen in der Austrian Bowl um den österreichischen Staatsmeistertitel.
Wie bereits im Vorjahr strahlt der ORF auch in dieser Saison einige Spiele live aus. Neben fünf Grunddurchgangsspielen wird auch der Austrian Bowl XXIX übertragen.

## Teams
- AFC Kornmesser Rangers (Mödling)
- Danube Dragons (Wien)
- JCL Graz Giants (Graz)
- Prague Black Panthers (Prag)
- Raiffeisen Vikings Vienna (Wien)
- Swarco Raiders Tirol (Innsbruck)

## Tabelle
| AFL 2013 | AFL 2013                  | AFL 2013 | AFL 2013 | AFL 2013 | AFL 2013 | AFL 2013 | AFL 2013 | AFL 2013 | AFL 2013 |
|          | Team                      | Sp       | S        | U        | N        | Pct      | P35+     | P35−     | Diff     |
| -------- | ------------------------- | -------- | -------- | -------- | -------- | -------- | -------- | -------- | -------- |
| 1        | Raiffeisen Vikings Vienna | 10       | 10       | 0        | 0        | 1,000    | 389      | 164      | +225     |
| 2        | Swarco Raiders Tirol      | 10       | 8        | 0        | 2        | 0,800    | 337      | 197      | +140     |
| 3        | JCL Graz Giants           | 10       | 6        | 0        | 4        | 0,600    | 347      | 248      | 0+99     |
| 4        | Danube Dragons            | 10       | 4        | 0        | 6        | 0,400    | 305      | 291      | 0+14     |
| 5        | Prague Black Panthers     | 10       | 2        | 0        | 8        | 0,200    | 159      | 333      | −174     |
| 6        | AFC Kornmesser Rangers    | 10       | 0        | 0        | 10       | 0,000    | 101      | 405      | −304     |

Legende: Sp = Spiele, S = Siege, U = Unentschieden, N = Niederlagen, Pct = Winning Percentage,

P35+= erzielte Punkte (max. 35 mehr als gegnerische), P35− = zugelassene Punkte (max. 35 mehr als eigene), Diff = Differenz

 Qualifikation für die Play-offs mit Heimrecht,
 Qualifikation für die Play-offs

## Spielplan
|  | Blue River Bowl IX, X und XI, in Klammer die bisherige Siegesstatistik |

| Datum                 | Kickoff | Heim                      | Ergebnis    | Auswärts                  |
| --------------------- | ------- | ------------------------- | ----------- | ------------------------- |
| Woche 1               |         |                           |             |                           |
| 23. März              | 13:30   | Swarco Raiders Tirol      | 31:21       | JCL Graz Giants           |
| 24. März              | 15:00   | Raiffeisen Vikings Vienna | 31:14       | Prague Black Panthers     |
| Woche 21              |         |                           |             |                           |
| 27. April             | 15:00   | JCL Graz Giants           | 49:36       | Danube Dragons            |
| 28. April             | 12:00   | Prague Black Panthers     | 21:46       | Swarco Raiders Tirol      |
| 28. April             | 14:00   | AFC Kornmesser Rangers    | 7:57        | Raiffeisen Vikings Vienna |
| Woche 3               |         |                           |             |                           |
| 6. April              | 14:00   | JCL Graz Giants           | 58:20       | AFC Kornmesser Rangers    |
| 6. April              | 15:00   | Danube Dragons            | 41:13       | Prague Black Panthers     |
| Woche 4               |         |                           |             |                           |
| 13. April             | 14:30   | Swarco Raiders Tirol      | 13:48       | Raiffeisen Vikings        |
| 14. April             | 15:00   | Danube Dragons            | 51:14       | AFC Kornmesser Rangers    |
| Woche 5               |         |                           |             |                           |
| 20. April             | 15:00   | Prague Black Panthers     | 7:23        | JCL Graz Giants           |
| 20. April             | 17:00   | AFC Kornmesser Rangers    | 17:42       | Swarco Raiders Tirol      |
| 21. April             | 15:00   | Raiffeisen Vikings Vienna | 27:12 (4:4) | Danube Dragons            |
| Woche 6               |         |                           |             |                           |
| 4. Mai                | 17:00   | Swarco Raiders Tirol      | 42:0        | Prague Black Panthers     |
| 5. Mai                | 15:00   | Raiffeisen Vikings Vienna | 24:20       | JCL Graz Giants           |
| 14. Juni              | 19:30   | AFC Kornmesser Rangers    | 7:56        | Danube Dragons            |
| Woche 7               |         |                           |             |                           |
| 11. Mai               | 15:00   | JCL Graz Giants           | 28:54       | Swarco Raiders Tirol      |
| 11. Mai               | 15:00   | Prague Black Panthers     | 31:10       | AFC Kornmesser Rangers    |
| 12. Mai               | 14:30   | Danube Dragons            | 35:62 (4:5) | Raiffeisen Vikings Vienna |
| Woche 8               |         |                           |             |                           |
| 17. Mai               | 18:00   | Raiffeisen Vikings Vienna | 58:7        | AFC Kornmesser Rangers    |
| 18. Mai               | 15:00   | JCL Graz Giants           | 58:14       | Prague Black Panthers     |
| 18. Mai               | 17:00   | Swarco Raiders Tirol      | 24:0        | Danube Dragons            |
| Woche 9               |         |                           |             |                           |
| 8. Juni               | 15:00   | Prague Black Panthers     | 23:48       | Raiffeisen Vikings Vienna |
| 8. Juni               | 17:00   | Danube Dragons            | 31:45       | Swarco Raiders Tirol      |
| 8. Juni               | 17:00   | AFC Kornmesser Rangers    | 0:41        | JCL Graz Giants           |
| Woche 10              |         |                           |             |                           |
| 22. Juni              | 17:00   | Danube Dragons            | 21:40       | JCL Graz Giants           |
| 22. Juni              | 17:30   | AFC Kornmesser Rangers    | 12:26       | Prague Black Panthers     |
| 23. Juni              | 15:00   | Raiffeisen Vikings Vienna | 24:6        | Swarco Raiders Tirol      |
| Woche 11              |         |                           |             |                           |
| 29. Juni              | 15:00   | Prague Black Panthers     | 10:38       | Danube Dragons            |
| 29. Juni              | 17:00   | Swarco Raiders Tirol      | 41:7        | AFC Kornmesser Rangers    |
| 29. Juni              | 20:30   | JCL Graz Giants           | 27:41       | Raiffeisen Vikings Vienna |
| Playoffs: Semi-Finals |         |                           |             |                           |
| 13. Juli              | 15:00   | Raiffeisen Vikings Vienna | 35:15 (6:4) | Danube Dragons            |
| 14. Juli              | 17:00   | Swarco Raiders Tirol      | 52:49       | JCL Graz Giants           |
| Austrian Bowl XXIX    |         |                           |             |                           |
| 28. Juli              | 20:30   | Raiffeisen Vikings Vienna | 48:31       | Swarco Raiders Tirol      |

1 Die Spiele der zweiten Woche mussten aufgrund starker Niederschläge und Unbespielbarkeit der Plätze abgesagt werden. Sie wurden am 27. bzw. 28. April nachgetragen.

### Finalrunde
|  | Playoffs: Semi-Finals | Playoffs: Semi-Finals     | Playoffs: Semi-Finals |  |  | Austrian Bowl XXIX | Austrian Bowl XXIX        | Austrian Bowl XXIX |
|  |                       |                           |                       |  |  |                    |                           |                    |
|  |                       |                           |                       |  |  |                    |                           |                    |
|  | 2                     | Swarco Raiders Tirol      | 52                    |  |  |                    |                           |                    |
|  | 3                     | JCL Graz Giants           | 49                    |  |  |                    |                           |                    |
|  |                       |                           |                       |  |  | 1                  | Raiffeisen Vikings Vienna | 48                 |
|  |                       |                           |                       |  |  | 2                  | Swarco Raiders Tirol      | 31                 |
|  | 1                     | Raiffeisen Vikings Vienna | 35                    |  |  |                    |                           |                    |
|  | 4                     | Danube Dragons            | 15                    |  |  |                    |                           |                    |
|  |                       |                           |                       |  |  |                    |                           |                    |

#### Austrian Bowl XXIX

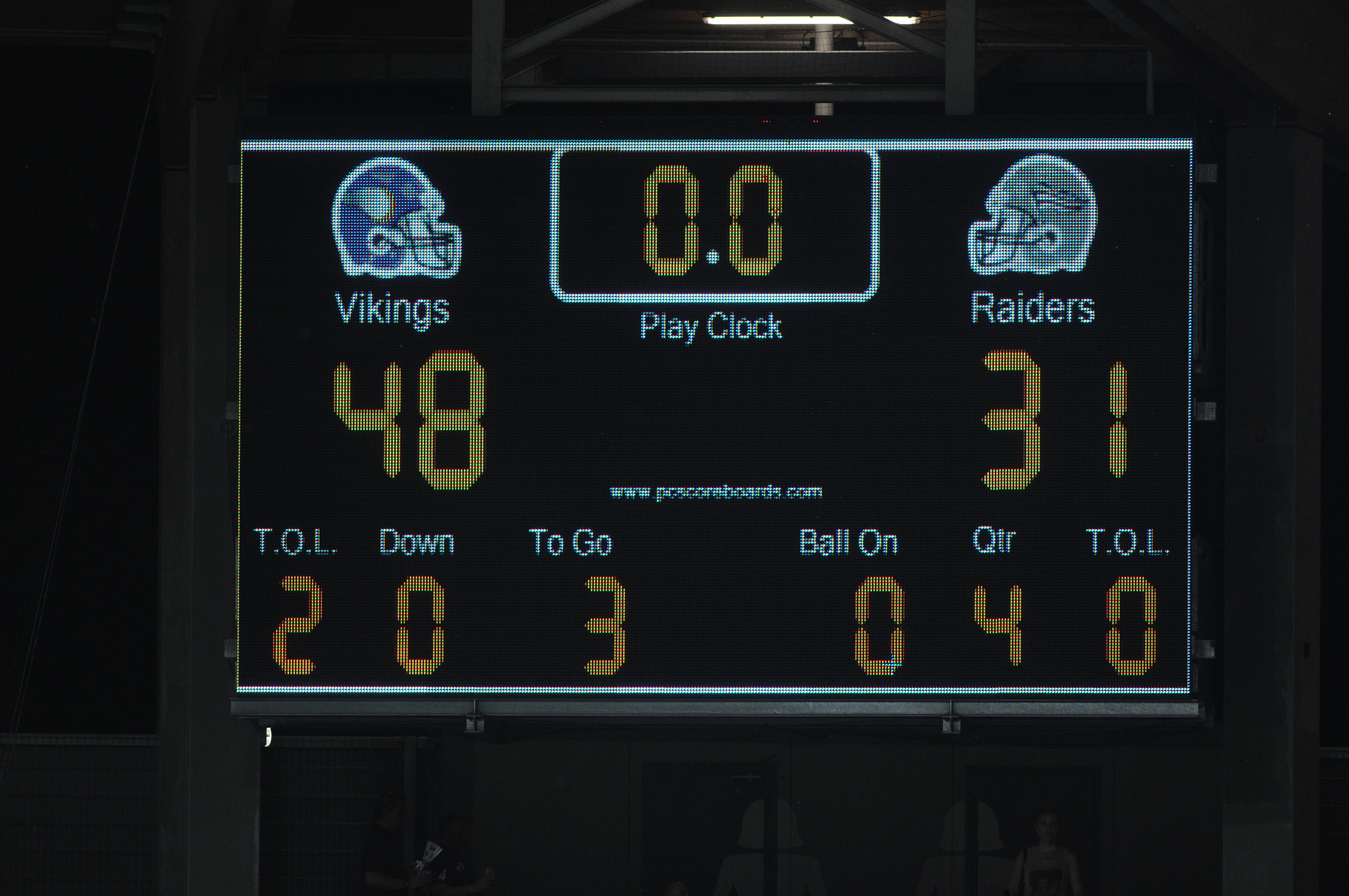
Endstand des Austrian Bowls XXIX

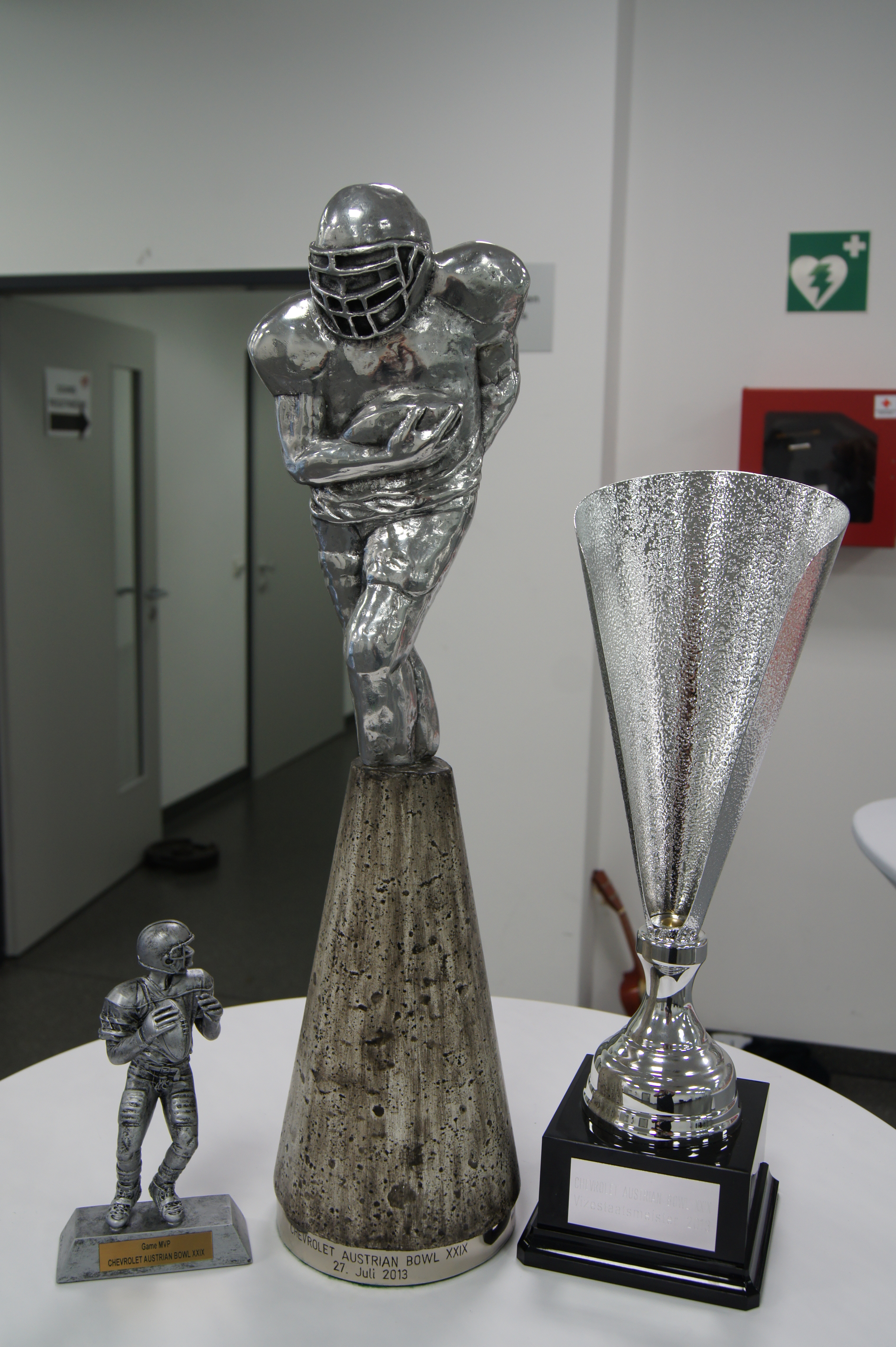
Trophäen für den MVP, Gewinner des Austrian Bowl sowie den Vizestaatsmeister

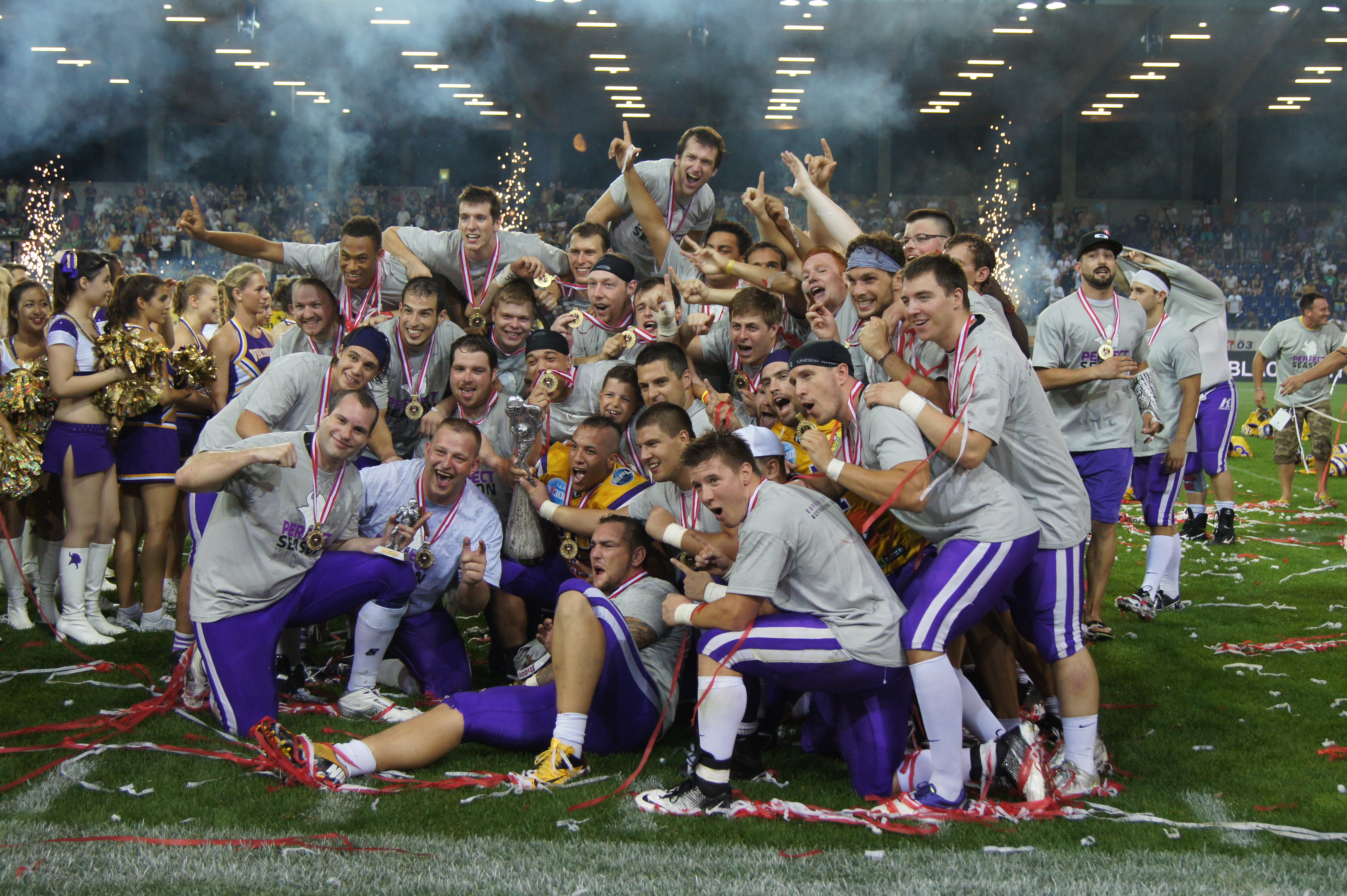
Siegerbild

| Austrian Bowl XXIX – St. Pölten (NV Arena, 3.800 Zuschauer) | Austrian Bowl XXIX – St. Pölten (NV Arena, 3.800 Zuschauer) | Austrian Bowl XXIX – St. Pölten (NV Arena, 3.800 Zuschauer) | Austrian Bowl XXIX – St. Pölten (NV Arena, 3.800 Zuschauer) | Austrian Bowl XXIX – St. Pölten (NV Arena, 3.800 Zuschauer) | Austrian Bowl XXIX – St. Pölten (NV Arena, 3.800 Zuschauer) | Austrian Bowl XXIX – St. Pölten (NV Arena, 3.800 Zuschauer) |
| ----------------------------------------------------------- | ----------------------------------------------------------- | ----------------------------------------------------------- | ----------------------------------------------------------- | ----------------------------------------------------------- | ----------------------------------------------------------- | ----------------------------------------------------------- |
| Team                                                        | Team                                                        | Punkte                                                      | Q1                                                          | Q2                                                          | Q3                                                          | Q4                                                          |
| Raiffeisen Vikings Vienna                                   | Raiffeisen Vikings Vienna                                   | 48                                                          | 7                                                           | 14                                                          | 14                                                          | 13                                                          |
| Swarco Raiders Tirol                                        | Swarco Raiders Tirol                                        | 31                                                          | 0                                                           | 14                                                          | 3                                                           | 14                                                          |
| Vikings                                                     | Raiders                                                     | Spieler                                                     | Spielzug                                                    | Spielzug                                                    | Spielzug                                                    | Spielzug                                                    |
| 7                                                           | 0                                                           | Manuel Thaller                                              | 6-Yard Pass von Christoph Gross (PAT Sebastian Daum)        | 6-Yard Pass von Christoph Gross (PAT Sebastian Daum)        | 6-Yard Pass von Christoph Gross (PAT Sebastian Daum)        | 6-Yard Pass von Christoph Gross (PAT Sebastian Daum)        |
| 14                                                          | 0                                                           | Daniel Stanzel                                              | 6-Yard Pass von Christoph Gross (PAT Sebastian Daum)        | 6-Yard Pass von Christoph Gross (PAT Sebastian Daum)        | 6-Yard Pass von Christoph Gross (PAT Sebastian Daum)        | 6-Yard Pass von Christoph Gross (PAT Sebastian Daum)        |
| 14                                                          | 7                                                           | Andreas Hofbauer                                            | 68-Yard Lauf (PAT Clemens Erlsbacher)                       | 68-Yard Lauf (PAT Clemens Erlsbacher)                       | 68-Yard Lauf (PAT Clemens Erlsbacher)                       | 68-Yard Lauf (PAT Clemens Erlsbacher)                       |
| 14                                                          | 14                                                          | Talib Wise                                                  | 10-Yard Lauf (PAT Clemens Erlsbacher)                       | 10-Yard Lauf (PAT Clemens Erlsbacher)                       | 10-Yard Lauf (PAT Clemens Erlsbacher)                       | 10-Yard Lauf (PAT Clemens Erlsbacher)                       |
| 21                                                          | 14                                                          | Manuel Thaller                                              | 5-Yard Pass von Christoph Gross (PAT Sebastian Daum)        | 5-Yard Pass von Christoph Gross (PAT Sebastian Daum)        | 5-Yard Pass von Christoph Gross (PAT Sebastian Daum)        | 5-Yard Pass von Christoph Gross (PAT Sebastian Daum)        |
| 28                                                          | 14                                                          | Jesse Lewis                                                 | 2-Yard Lauf (PAT Sebastian Daum)                            | 2-Yard Lauf (PAT Sebastian Daum)                            | 2-Yard Lauf (PAT Sebastian Daum)                            | 2-Yard Lauf (PAT Sebastian Daum)                            |
| 35                                                          | 14                                                          | Stefan Holzinger                                            | 29-Yard Pass von Christoph Gross (PAT Sebastian Daum)       | 29-Yard Pass von Christoph Gross (PAT Sebastian Daum)       | 29-Yard Pass von Christoph Gross (PAT Sebastian Daum)       | 29-Yard Pass von Christoph Gross (PAT Sebastian Daum)       |
| 35                                                          | 17                                                          | Clemens Erlsbacher                                          | 38-Yard Fieldgoal                                           | 38-Yard Fieldgoal                                           | 38-Yard Fieldgoal                                           | 38-Yard Fieldgoal                                           |
| 35                                                          | 24                                                          | Andreas Hofbauer                                            | 8-Yard Lauf (PAT Clemens Erlsbacher)                        | 8-Yard Lauf (PAT Clemens Erlsbacher)                        | 8-Yard Lauf (PAT Clemens Erlsbacher)                        | 8-Yard Lauf (PAT Clemens Erlsbacher)                        |
| 41                                                          | 24                                                          | Jesse Lewis                                                 | 31-Yard Lauf (PAT Sebastian Daum blocked)                   | 31-Yard Lauf (PAT Sebastian Daum blocked)                   | 31-Yard Lauf (PAT Sebastian Daum blocked)                   | 31-Yard Lauf (PAT Sebastian Daum blocked)                   |
| 48                                                          | 24                                                          | Vincent Vertneg                                             | 4-Yard Pass von Christoph Gross (PAT Sebastian Daum)        | 4-Yard Pass von Christoph Gross (PAT Sebastian Daum)        | 4-Yard Pass von Christoph Gross (PAT Sebastian Daum)        | 4-Yard Pass von Christoph Gross (PAT Sebastian Daum)        |
| 48                                                          | 31                                                          | Julian Ebner                                                | 8-Yard Pass von Kyle Callahan (PAT Clemens Erlsbacher)      | 8-Yard Pass von Kyle Callahan (PAT Clemens Erlsbacher)      | 8-Yard Pass von Kyle Callahan (PAT Clemens Erlsbacher)      | 8-Yard Pass von Kyle Callahan (PAT Clemens Erlsbacher)      |
| MVP: O-Line, Vikings                                        |                                                             |                                                             |                                                             |                                                             |                                                             |                                                             |

## Liga-MVPs
Die am Ende der Saison, im Vorfeld der Austrian Bowl XXIX, bekannt gegebenen Liga-MVPs dieser Saison sind:
- Most Valuable Player des Jahres: Christoph Gross (Vienna Vikings)
- Offense Player des Jahres: Jesse Lewis (Vienna Vikings)
- Defense Player des Jahres: Simon Blach (Vienna Vikings)
- Youngstar des Jahres: Christoph Gubisch (Graz Giants)
- Coach des Jahres: Chris Calaycay (Vienna Vikings)